# Богомолов, Сергей Александрович (дипломат)
Серге́й Алекса́ндрович Богомо́лов (1926 — 14 сентября 2004) — советский дипломат, Чрезвычайный и полномочный посол.

## Биография
Сын дипломата Александра Ефремовича Богомолова. Окончил МГИМО в 1948 году. На дипломатической службе с 1948 года.
- В 1948—1955 годах — сотрудник центрального аппарата МИД СССР.
- В 1955—1959 годах — сотрудник посольства СССР в США.
- В 1959—1966 годах — сотрудник центрального аппарата МИД СССР.
- В 1966—1969 годах — сотрудник посольства СССР во Франции.
- В 1969—1973 годах — заместитель начальника Агентства Черноморского морского пароходства в Мадриде.
- В 1973—1977 годах — заместитель торгового представителя СССР в Испании.
- С 19 февраля 1977 по 9 октября 1978 года — чрезвычайный и полномочный посол СССР в Испании.
- В 1978—1986 годах — начальник Управления по проблемам ограничения вооружений и разоружения МИД СССР.
- В 1986—1988 годах — начальник Управления по планированию внешнеполитических мероприятий МИД СССР.

## Награды
- Орден Дружбы народов.
- Орден «Знак Почёта» (дважды).
- Медаль «За укрепление боевого содружества».